# 天香园
天香园，原名西湖园艺场，位于江西省南昌市城郊青山湖区境内，园区占地1150亩，园内湿地、湖泊、原始沼泽串通成片，野生候鸟群30余种，几十万余只。天香园原为江西境内一大型盆景基地和花卉基地，园内及周边自然环境优越，以吸引大批鸟禽栖居形成的“都市候鸟”奇观著称，后逐渐被发展为国内少有的都市内候鸟观测基地，每年吸引这大批的候鸟观测爱好者。
被联合国教科文组织专家考察后认为是“鸟类之多、密度之大、之美和与人之近，堪称世界城市第一”，建有“中国—欧盟科技合作生态鸟类研究基地”。